# 淺倉杏美
淺倉杏美（日语：／ Asakura Azumi，1987年2月15日—）是一名日本女性聲優，本名及舊藝名為山本杏美，神奈川縣出身。身高155cm。

## 經歷・人物
- 就讀ARTSVISION、日本旁白演技研究所聲優科。
- 以《魔法老師》中的大河內晶一角出道（當時16歲）。
- 在「VOiCE Newtype」的新人Audition2003夏中獲得Columbia獎狀。
- 愛稱是。
- 2006年9月1日，由「山本杏美」改名「淺倉杏美」。
- 在網上廣播「G.S.Station」，和曾田光星、江里夏組成「MEA:*」的組合。
- 2010年7月4日在偶像大師五周年演唱會的第2天被宣布成為萩原雪步的第二代聲優。
- 2012年1月2日開始在TOKYO MX放送的電視節目《ぷらTWOぅ》中担任主持人。
- 把自己比作動物的齧齒目。
- 因為生日是情人節翌日，生日禮物經常也是巧克力。
- 《魔法老師！》中年紀最小的聲優。經常穿著校服出現在錄音室。
- 《魔法老師！》歌曲「GLOW WILD」是「運動部四人組（淺倉杏美、木村圓、山川琴美、堀江由衣）」的初次見面。
- 《魔法老師！》第一、二集的台詞也是只有「甚麼？」一句。第三集的聲優表連她的名字也沒有。
- 關係好的聲優有福原香織、下田麻美、原由實、沼倉爱美。
- 2017年8月18日發表結婚的消息[1]。

## 主要參與作品

### 電視動畫
2005年
- 魔法老師！（大河內晶）

2006年
- 魔法老師！？（大河內晶）
- 彩雲國物語（琴戀）

2007年
- 偶像宣言（とも）
- 彩雲國物語（第2系列）（琴戀）
- 竹劍少女（高橋）

2008年
- CHAOS;HEAD（女子A）
- 假面女仆卫士（打工巨乳B）
- 神薙（女學生）
- 超能少女（美冬、雪、女性职员）
- 新·安琪莉可 Abyss（女學生）
- 乃木坂春香的秘密（女學生A）
- 十字架與吸血鬼（女學生）

2009年
- 天國少女（倣玲莉）

2010年
- 四疊半神話大系（女子A#2）

2011年
- 偶像大師（萩原雪步）
- SKET DANCE（瀨川文）

2012年
- 灼眼的夏娜III-FINAL-（“螺旋的風琴”萊昂希）
- 惡魔高校D×D（愛西亞·阿基多）
- 中二病也想談戀愛！（五月七日茴香）
- 輪迴的拉格朗日（岩淵真知子）

2013年
- 打工吧！魔王大人（艾美拉達·愛德華）
- 科學超電磁砲S（食蜂操祈）
- 果然我的青春戀愛喜劇搞錯了。（城廻巡）
- 惡魔高校D×D NEW（愛西亞·阿基多）

2014年
- 中二病也想談戀愛！戀（五月七日茴香）
- 噬血狂襲（奧可塔薇亞·梅雅）
- 惡魔的謎語（犬飼伊介）
- 魔法科高中的劣等生（小早川景子）

2015年
- 蒼穹之戰神 EXODUS（將陵佐喜）
- 果然我的青春戀愛喜劇搞錯了。續（城廻巡）,（川崎京華）
- 惡魔高校D×D BorN（愛西亞·阿基多）
- 若葉女孩（小橋乙葉）

2016年
- 舞武器·舞亂伎（琉德米拉·亞瑟尼埃烏那·巴拉奇雷瓦）
- 蒼之彼方的四重奏（鳶澤美咲）
- Regalia 三聖星（葵）
- 舞武器·舞亂伎 星之巨人（琉德米拉·亞瑟尼埃烏那·巴拉奇雷瓦）
- 競女!!!!!!!!（室町光）

2017年
- 銀之守墓人（ジョスティア）
- 18if（三枝美禮）
- 悠久持有者：魔法老師！ 第2部（大河內晶）

2018年
- DEVILSLINE 惡魔戰線（田丸裕子）
- 惡魔高校D×D HERO（愛西亞·阿基多）
- 见习神仙 秘密的心灵（啊哇哇）

2019年
- 粉彩回憶（C子）

2020年
- 科學超電磁砲T（食蜂操祈[2]）
- 超異域公主連結 Re:Dive（茜里）
- 果然我的青春戀愛喜劇搞錯了。完（川崎京華）

2021年
- 七騎士 革命 -英雄的繼承者-（女神）
- 魔法科高中的優等生（小早川景子）

2022年
- 打工吧！！魔王大人（艾美拉達[3]）

### OVA
2006年
- げんきげんきノンタン がんばるもん（まんまるちゃん）
- 涅吉！？春版・夏版（大河内晶）

2008年
- 魔法老師 白之翼（大河内晶）

2010年
- 鈴木同學，我愛你！（星野爽歌）
- 魔法老師 另一個世界（大河内晶）

2011年
- 公主系 girl 樂園（立川姬子）

2012年
- 授業到天明chu!（柿乃坂綾奈）
- 輪迴的拉格朗日 鴨川的日子（岩淵真知子）
- 惡魔高校D×D（愛西亞·阿基多）※小說13卷限定版附贈BD。

2013年
- 小林可愛到爆！！（德川梓）※單行本第3卷附贈DVD特裝版
- 惡魔高校D×D（愛西亞·阿基多）※小說15卷限定版附贈BD。

2015年
- 惡魔高校D×D NEW（愛西亞·阿基多）※DX.1 限定版附BD

### 劇場版動畫
2011年
- 劇場版 魔法老師 ANIME FINAL（大河內晶）

2013年
- 小鳥遊六花·改 ～劇場版 中二病也想談戀愛！～（五月七日茴香）

2014年
- 偶像大師 劇場版 前往光輝的另一端！（萩原雪步）

2018年
- 中二病也想談戀愛！-Take On Me-（五月七日茴香[4]）

### 遊戲
2005年
- 魔法老師 第1課 小孩子老師是魔法使（大河内晶）
- 魔法老師 第2課 戰鬥的少女們！麻帆良大運動會SP！（大河内晶）

2006年
- 魔法老師！ 課外授業 少女的心跳加速 海邊（大河內晶）
- 涅吉！？3時間目 戀愛與魔法與世界樹傳説！（大河內晶）
- 涅吉！？超 麻帆良大戦 かっとイ〜ン☆契約執行でちゃいますぅ（大河內晶）

2009年
- 劍與魔法與學園。2（エルフ・女）
- 命運魔杖（マーサ・オルコット）

2010年
- 罪惡少女（片木右子）
- 命運魔杖 攜帶版（マーサ・オルコット）
- 命運魔杖～未來的序曲～（マーサ・オルコット）
- 命運魔杖～未來的序曲～ 攜帶版（マーサ・オルコット）

2011年
- 偶像大師（萩原雪步）
- Weiß Schwarz 攜帶版（萩原雪步）
- 秋葉原之旅（森泉鈴）
- DEMONS' SCORE（塞雷尼提）
- 惡魔召喚師 靈魂駭客（友子）
- アプリ少女 ほむらキイチ（きいちちゃん）

2012年
- 偶像大師 SHINY FESTA（萩原雪步）
- 秋葉原之旅 PLUS（森泉鈴）
- 壓倒的遊戲 無限靈魂（十六夜月香）
- 艾爾克羅奈的工作室 Dear for Otomate（梅莉艾拉）
- 公主系 girl 樂園 歡欣鼓舞樂翻天（立川姬子）
- 純愛舞蹈社~Mint~（真壁汐）
- 命運魔杖2 FD〜獻給妳的後記〜（マーサ・オルコット）

2013年
- 偶像大師 灰姑娘女孩（萩原雪步）
- 偶像大師 百萬人演唱會！（萩原雪步）
- 惡魔高校D×D（愛西亞·阿基多）

2014年
- 巴哈姆特之怒（普爾梅莉亞）
- 惡魔高校D×D NEW FIGHT（愛西亞·阿基多）

2015年
- 大圖書館的牧羊人 -Library Party-（藤宮朔夜）
- 白衣性愛情依存症（大幸明日香）
- Princess Connect！（風宮明）

2016年
- 蒼之彼方的四重奏（鳶澤美咲）
- 緋夜傳奇（萊菲瑟特）
- 偶像大師 白金星光（萩原雪步）

2018年
- 偶像大師 百萬人演唱會！劇場時光（萩原雪步）

2018年
- 魔法电脑机战（食蜂操祈）

2019年
- 魔法禁书目录 幻想收束（食蜂操祈）

2020年
- 偶像大師 星耀季節（萩原雪步[5]）

2022年
- 明日方舟（归溟幽灵鲨）

### 外語片配音
2007年
- 奇異果女孩（レム&リサ）
- 哈利波特－鳳凰會的密令

2009年
- 哈利波特－混血王子的背叛（羅咪·凡）

2010年
- しあわせの処方箋（艾咪·強森）
- 妙妙森林（Zooter）
- 電影 孟漢娜（クラリッサ）

### DVD、BD
- THE IDOLM@STER 5th ANNIVERSARY The world is all one !! 100704
- THE IDOLM@STER 6th ANNIVERSARY SMILE SUMMER FESTIV@L!
- THE IDOLM@STER 7th ANNIVERSARY 765PRO ALLSTARS 大家在一起!
- THE IDOLM@STER STATION!!! “1,2,3”Promotion Video and Making DVD
- THE IDOLM@STER STATION!!! First Live "HEART AND SOUL"
- 秋葉原聲優祭 THE MOVIE
- 声旬!presents 鷲ノ繪～プロデューサーさんっ!鷲ノ繪ですよ、鷲ノ繪!!～DVD
- ネギま!? Princess Festival DVD
- カンださん☆アイぽんのネギまほビデお!? vol.1

### 真人演出
- 魔法老師! 麻帆良學園中等部2-A:一學期特典DVD 麻帆良學園中等部2-A:入學式
- 魔法老師! 麻帆良學園中等部2-A:三學期特典DVD 麻帆良學園中等部2-A:二學期終業式
- 魔法老師! 麻帆良學園 大麻帆良祭

### 廣播
- G.S.Station
- 聲優生活向上委員会mini 第1期
- ソナーリア放送局
- THE IDOLM@STER STATION!!!（大阪放送、2011年4月10日 - 2013年3月31日）
- 虎之穴廣播部〜とららじ〜（虎之穴公式網站、2011年4月9日）
- 中原麻衣與淺倉杏美のらぶえんじぇる（超!A&G+、2011年10月8日 - ）
- 惡魔高校D×DD×D 駒王學園 裡超自然研究部（HiBiKi Radio Station、2011年12月12日 - 2012年3月19日）
- ラジカメSTATION+（超!A&G+、2012年8月28日）
- 中二病也要談戀愛！ 〜闇の炎に抱かれて聴け〜（音泉、2012年10月1日 - ）

### 影像商品
2003年
- 魔法老師 麻帆良学園中等部2-A:一學期特典DVD 麻帆良学園中等部2-A:入學式（12月23日）

2004年
- 魔法老師 麻帆良学園中等部2-A:三學期特典DVD 麻帆良学園中等部2-A:二學期終業式（8月21日）

2005年
- 魔法老師 麻帆良學園 大麻帆良祭（12月10日）

2007年
- カンださん☆アイぽんのネギまほビデお!? vol.1（5月20日）
- 魔法老師 Princess Festival DVD（7月4日）

2011年
- THE IDOLM@STER 5th ANNIVERSARY The world is all one !! 100704
- THE IDOLM@STER 6th ANNIVERSARY SMILE SUMMER FESTIV@L!
- THE IDOLM@STER STATION!!!「1,2,3」 Promotion Video and Making DVD（9月28日）

2012年
- THE IDOLM@STER 7th ANNIVERSARY 765PRO ALLSTARS 跟大家一起！![6]
- THE IDOLM@STER STATION!!! First Live "HEART AND SOUL"
- 聲旬!presents 鷲之繪〜製作人！是鷲之繪唷，鷲之繪!!〜 DVD
- 秋葉原聲優祭典 THE MOVIE（8月27日）

2013年
- THE IDOLM@STER MUSIC FESTIV@L OF WINTER!![7]
- 音樂影片DVD「INSIDE IDENTITY」（1月25日）

2014年
- THE IDOLM@STER 8th ANNIVERSARY HOP! STEP!! FESTIV@L!!! @YOKOHAMA0804[8]
- THE IDOLM@STER M@STERS OF IDOL WORLD!! 2014

2015年
- THE IDOLM@STER 9th ANNIVERSARY WE ARE M@STERPIECE!!

2016年
- Aninelo Summer Live 2015 -THE GATE- 8.28
- THE IDOLM@STER M@STER OF IDOL WORLD!!2015 Live Blu-ray[9]

2017年
- THE IDOLM@STER PRODUCER MEETING 2017 765PRO ALLSTARS FUN TO THE NEW VISION!! EVENT Blu-ray PERFECT BOX（11月22日）

2018年
- 傳奇系列慶典 2018（12月14日）

### CD

#### 廣播劇CD
- 秋葉原之旅 原創廣播劇CD BACK-STORIES（森泉鈴）
- うちの巫女が言うことには（路美）
- 御界/ON-KAI
- 勘弁してくれ（友達2）
- 兄弟の事情（女子大生）
- 血液型男子。O型（アイ）
- 空中庭園（アンドロメダ）
- 残念くのいち伝（千乃零華）
- 執事様のお気に入り（女學生）
- ジョーカーの甘い嘘（女子）
- 素顔の君をあいしてる（高田愛子）
- SEXY EFFECT 96 3 LOVE SEXUAL（女刑事）
- せつなさは夜の媚薬（八嶋史代）
- 07-GHOST
- H+P -ひめぱら-（女性騎士）
- 魔法先生ネギま! 麻帆良学園中等部2-A 9月:運動部仲良し4人組（大河內晶）
- 魔法先生ネギま! ハッピー☆マテリアル（大河內晶）
- 魔法先生ネギま! 廣播劇CD Vol.2（大河內晶）
- 彩雲国物語 廣播劇CD1 番外編 ～「楸瑛と絳攸」・「親睦温泉旅行」～（迷途的少女）
- 兩手に君の告白を その指だけが知っている4（女學生）

#### 其它
- 3.2.1.0 しゅっぱつしんこう ダーツでめぐるうちゅうのたび（向井千秋記念こども科学館中放映天象儀的廣播）
- コンピレーションアルバム「First Kiss」（電視廣告旁白）
- 相模原市立博物館内的天象儀節目『まだ見ぬ宇宙の隣人をもとめて－青き空の彼方に－』（はるか）
- 犬と私の10の約束（廣告旁白）
- オーディオドラマ『さんさんDream』（相馬葵）
- 子猫にお願い（旁白）

## 外部連結
- 經紀公司網站所載簡歷（日語）
- 個人網誌－Smiley*Happily （页面存档备份，存于）（日語）
- 個人網誌（舊）－。・゜.：☆A path of happiness　☆：.゜・。（日語）